# Svatý Tomáš (ostrov)
Ostrov Svatý Tomáš má rozlohu 854 km² a je to největší ostrov státu Svatý Tomáš a Princův ostrov. Žije zde asi 157 tisíc obyvatel, to je 96 % celkové populace státu. Ostrov se dělí na 6 okresů a je vzdálen dva kilometry severně od rovníku.

## Geografie
Ostrov má z jihu na sever délku asi 48 km a z východu na západ asi 32 km. Jižní cíp ostrova je 2 km severně od rovníku. Nejvyšším bodem je vrchol vyhaslé sopky Pico de São Tomé s výškou 2024 metrů. Na jihu ostrova se nachází zdaleka viditelná skalní věž Pico Cão Grande, která s nadmořskou výškou 663 m převyšuje okolní terén o více než tři sta metrů, v okolí hory byl v roce 2006 vyhlášen národní park Ôbo.  
Hlavní město São Tomé se nachází na severovýchodním pobřeží. Nejbližší město na pobřeží Afriky je Port Gentil v Gabonu, vzdálený  240 kilometrů na východ.
Ostrov obklopují malé ostrovy, největší jsou Ilhéu das Rolas, Ilhéu das Cabras a Ilhéu Gabado.

## Jazyky
Hlavní jazyk je portugalština, ale mnoho lidí mluví jazyky Forro a Angolar (Ngola), které jsou kreolské jazyky založené na portugalštině.

## Geologie
Celý ostrov Svatý Tomáš je masivní štítová sopka rostoucí ze dna Atlantského oceánu víc než 3000 metrů pod hladinou. Vznikla podél Kamerunské linie sopek, které se nacházejí od kamerunského jihozápadu po Atlantský oceán. Většina lávy vyvržené na ostrově za uplynulý milion let je bazalt. Nejmladší nalezená skála na ostrově má stáří asi 100 tisíc let, ale mnoho mladších skal bylo objeveno na jihovýchodě ostrova.